# 基亚伦·克拉克
施亞蘭·奇勒（英語：Ciaran Clark，1989年9月26日—）是一名在英格蘭出生的愛爾蘭職業足球運動員。其場上最佳位置是司職中堅，但前維拉領隊亦曾將他調任正中場或左閘。
奇勒曾經擔任英格蘭U18及U19的隊長，但於2010年10月宣佈願意代表愛爾蘭參賽，隨即於1個月後獲徵召入伍備戰對挪威的友誼賽，並於2011年2月8日首次代表愛爾蘭出戰威爾斯。

## 球會生涯

### 阿士東維拉
奇勒雖然在倫敦出生，但他卻出身位於伯明翰的阿士東維拉青訓系統，早於11歲之年已加入球隊。他於2007/08年球季以隊長身份帶領U18青年隊取得維拉歷來首個英格蘭足球青年超級聯賽冠軍。

#### 2008-09球季
他在2008/09年球季獲一隊發給球衣背號，於歐洲足協盃32強淘汰賽次回合作客對莫斯科中央陸軍隨隊出征，擔任沒有上陣的後補球員。奇勒以隊長身份帶領預備隊參賽英格蘭足球預備組超級聯賽，取得南部冠軍後與北部冠軍新特蘭進行附加賽爭奪總冠軍榮譽，於維拉公園球場以3-1擊敗對手取得冠軍。

#### 2009-10球季
2009/10年球季奇勒隨同一隊進行季前熱身賽及參賽在西班牙舉行的2009年和平盃，他在準決賽2-1擊敗後補上陣。2009年8月30日由於因傷缺陣，年僅19歲的奇勒獲派正選首次在英超上陣主場迎戰富咸，伙拍鎮守中路，他協助球隊保持清白之軀以兩球淨勝對手，更差點頭球建功。雖然其後新加盟的和成為球隊中路最佳人選而使奇勒回到後備席，但普遍認為他在數年內可以成為一隊的常規正選。2009年11月他與維拉續約至2012年。

#### 2010-11球季
奇勒在2010/11年球季首兩場英超均正選上陣，伙拍擔任中堅，揭幕戰主場3-0擊敗韋斯咸；但次仗作客卻以0-6大敗於新升班的紐卡素腳下。奇勒自此失落正選席位，直到接任領隊，奇勒再獲派伙拍，於英格蘭聯賽盃第三圈主場3-1淘汰布力般流浪再次正選上陣。其後由於維拉傷兵問題嚴重，奇勒在英格蘭聯賽盃第四圈主場戰至加時賽才以2-1淘汰般尼客串左閘；2010年10月31日他在「伯明翰打吡」主場0-0賽和伯明翰城擔任防守中場，在其後對富咸及黑池兩仗繼續擔當重任。11月27日聯賽對阿仙奴，奇勒雖然包辦己隊兩個入球，但維拉仍然在主場以2-4落敗。2011年1月2日聯賽作客史丹福橋球場對車路士，奇勒於完場受傷補時頂入為維拉扳平3-3取得1分。1月29日他在英格蘭足總盃第四圈主場3-1淘汰布力般流浪憑頭球為維拉先拔頭籌。

#### 2011-12球季
奇勒在新領隊麥利殊麾下，並未太受重用，在整個球季只充任正選中堅鄧尼的後備，僅得到十二次在英超正選上陣的機會。1月7日，他在足總盃第三圈對布里斯托流浪攻入他在此球季的首個入球，助球隊以3-1取勝並晉級。5月5日，在聯賽第三十七週對熱刺的比賽，奇勒攻入他在此季聯賽的唯一入球，為球隊一度領先，但最終仍遭熱刺追平1-1。

## 國家隊
英格蘭
奇勒曾以隊長身份帶領英格蘭U19在2008年歐洲U-19足球錦標賽外圍賽出線，在6場外圍賽上陣5場及射入1球，可惜在操練時觸傷腳踝而錯過在捷克舉行的決賽週。他其後獲提升上英格蘭U20，並獲委任為隊長，在2008年3月第二次上陣對義大利的友誼賽射入1球。
愛爾蘭
奇勒的父母均為愛爾蘭人，於2010年9月尾愛爾蘭足球協會的職員接觸奇勒探討轉籍參賽的問題，並派出前愛爾蘭U21領隊兼球探基雲斯在維拉對布力般流浪的賽事觀察他的表現。2010年10月5日有報導稱奇勒已決定代表愛爾蘭參賽，據報是他的維拉隊友向愛爾蘭足協通報奇勒的代表資格及說服他轉籍參賽。2010年11月12日奇勒首次入選愛爾蘭對挪威的友誼賽大軍名單，他其後於2011年2月8日主場對威爾斯首次披上愛爾蘭的綠色戰衣上陣。

## 榮譽
紐卡素
- 英冠冠軍：2016–17

愛爾蘭
- 些路迪盃冠軍：2011

## 外部連結
- 阿士東維拉官網簡歷
- Soccerway資料庫：基亚伦·克拉克
- 足球数据库：施亞蘭·奇勒的球员统计数据